# Fissicalyx
Fissicalyx é um género botânico pertencente à família Fabaceae. A sua única espécie é  Fissicalyx fendleri, originária da América desde o Panamá até ao Brasil.
Fissicalyx fendleri foi descrita por George Bentham e publicada em Journal of the Proceedings of the Linnean Society 5: 79. 1861.
Trata-se de um género reconhecido pelo sistema de classificação filogenética Angiosperm Phylogeny Website.

## Sinonímia
- Monopteryx jahnii Pittier[3]